# البحرة (دير الزور)
البحرة هي قرية سورية تقع في ناحية هجين من منطقة البوكمال في محافظة دير الزور. يبلغ عدد سكانها تقريباً 17,000 نسمة.